# Nicolau dos Reis Lobato
Pour les articles homonymes, voir Dos Reis et Lobato.
Nicolau dos Reis Lobato (né le 24 mai 1946 à Soibada dans ce qui était alors le Timor portugais, et mort le 31 décembre 1978 à Turiscai dans la province du Timor Timur), est un homme politique et premier ministre du Timor oriental du 28 novembre au 7 décembre 1975. Il est considéré aujourd'hui comme un héros national.

## Biographie

### Origines et famille
Certaines sources placent la date de naissance de Nicolau Lobato au 7 décembre 1952 à Bazartete, mais une biographie plus détaillée du FRETILIN l'inscrit le 24 mai 1946 au mont Aïtara (de) à Soibada (en).
Nicolau Lobato est le fils de Narciso Manuel Lobato de Leorema (de) (Bazartete (en)) et de Felismina Alves Lobato de Macadique (de) (Uato-Lari (de)). Alors que son père meurt le 26 avril 1976, sa mère est tuée sur le mont Maubere (de) à Laclubar (de) en juillet 1979. Le grand-père maternel de Lobato, Domingos da Costa Alves, était un catéchiste à Uato-Lari.
Nicolau Lobato avait douze frères et sœurs, Rogério Lobato, António Bosco Lobato, Maria Cesaltina Francisca Alves Lobato, Märzio do Carmo Alves Lobato, Domingos Cassiano Maria da Silva Lobato, Luis Francisco de Assunção Alves Lobato, Silvestre Lobato, Madalena de Canossa Alves Lobato, Elga Maria do Rosário Alves Lobato, José Bernardo Alves Lobato, Silvestre Agostinho Alves Lobato et Elisa Maria Lobato, dont aucun n'est encore en vie.
Son frère José meurt lors de la lutte contre l'UDT. Enfin, Domingos est président de l'organisation étudiante UNETIM du FRETILIN et trouve la mort lors du massacre de Wedauberek (de).
En 1972, Nicolau Lobato épouse Isabel Barreto Lobato (en) et le couple a un fils, José Maria Barreto Lobato (de). Lors de l'invasion indonésienne, Isabel est violée et exécutée au chantier de Dili le 8 décembre 1975. Le fils est ensuite adopté par sa tante Olímpia Barreto et son mari José Gonçalves (de) à Jakarta,.
La cousine cadette de Lobato, Lúcia Lobato, est ministre de la Justice dans le gouvernement de Xanana Gusmão de 2007 à 2012. Son cousin, Luís Maria Lobato (de) est plusieurs fois vice-ministre de la Santé. Il est également cousin des hommes politiques José Abílio Osório Soares (de) et José Fernando Osório Soares (de).

### Enfance et éducation
Jusqu'à l'âge de 13 ans, Lobato fréquente l'école Colégio Nuno Alvares Pereira de la Mission du Sacré Coeur de Jésus (de) à Soibada (de) où il cotoie Alberto Ricardo da Silva futur évêque de Dili. Ensuite, les deux fréquentent le séminaire Notre-Dame-de-Fátima de Dili à Dare. Après avoir été porte-parole des élèves du séminaire pendant trois ans, il renonce à une carrière de prêtre et quitte l'institution. Lobato envisage de quitter pour Coimbra au Portugal pour y étudier le droit, mais la maladie de son père le force à s'occuper de l'éducation de ses frères et sœurs. Il fréquente finalement le Liceu Dr. Francisco Machado (en) en philosophie, politique et administration en portugais,.

### Timor portugais

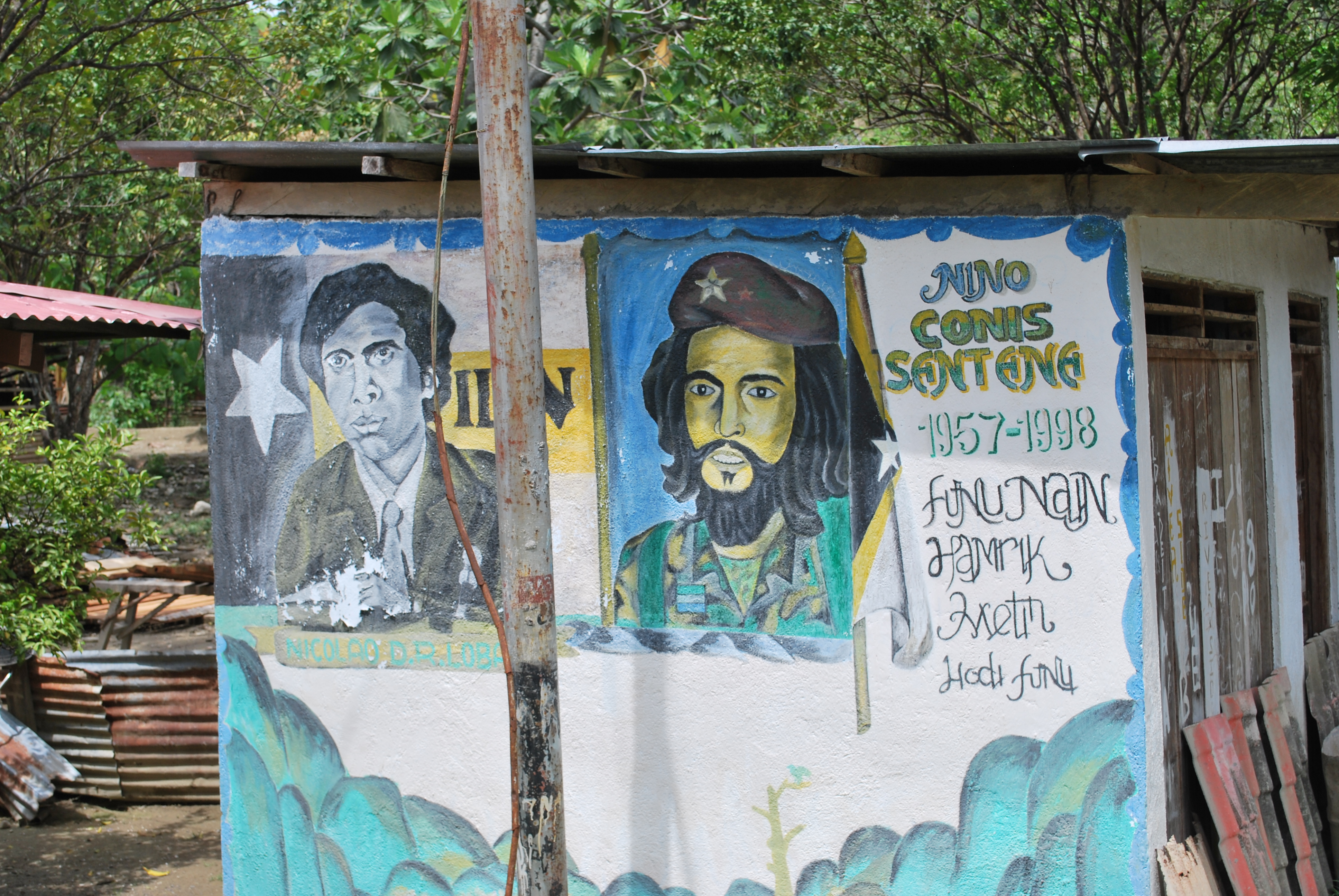
Murale de Nicolau dos Reis Lobato (gauhe) et Nino Konis Santana à Naeboruc.

En 1966, Lobato débute son service militaire dans l'armée portugaise et en sort sous-officier et meilleur de sa promotion qui incluait João Viegas Carrascalão (en) et Moisés da Costa Pereira Sarmento. Il devient ensuite quartier-maître dans l'armée à Bazartete et rejoint le 15e compagnie Jaeger à Caicoli (de). Sur place, Lobato rencontre le sergent Timane en provenance de Nampula dans l'Afrique orientale portugaise qui lui parle du mouvement indépendantiste mozambicain. À la fin de son service militaire en 1968, Lobato devient fonctionnaire de la mission agricole du Timor portugais. Avec cette fonction, il entre en contact avec un sympathisant cap-verdien nommé Marcelino du PAIGC. Lobato débute alors à se documenter sur la lutte d'indépendance des colonies africaine de l'Empire colonial portugais. Recevant une promotion, il entre au département du Trésor où il s'occupe des salaires des fonctionnaires de l'administration coloniale.

### Indépendance et invasion
Après la chute de la dictature portugaise lors de la révolution des Œillets en 1974, des partis politiques sont créés au Timor. Lobato devient alors cofondateur du FRETILIN et devient son vice-président le 11 septembre. Afin de s'impliquer davantage dans le parti, Lobato quitte son poste de fonctionnaire. Alors que le FRETILIN se place en position avantageuse pour prendre le pouvoir en cas d'indépendance, l'UDT, un parti politique qui milite pour le maintien d'une association avec le Portugal, tente un coup d'État en août 1975 et conduit le pays dans une situation de guerre civile (de),. Tentant de trouver une solution politique au conflit en permettant au Portugal de reprendre le contrôle dans sa colonie, il parvient à affirmer la supériorité du FRETILIN sur l'UDT. Face à la menace d'annexion par l'Indonésie, le FRETILIN proclame l'indépendance de la première république démocratique du Timor oriental le 28 novembre 1975. Le chef du FRETILIN, Francisco Xavier do Amaral, devient alors président et Lobato premier ministre. Leur gouvernement est de courte durée en raison de l'invasion indonésienne qui débute le 7 décembre. Lobato est alors forcé de fuir la capitale Dili avec les membres du comité central du FRETILIN.

### Occupation et décès

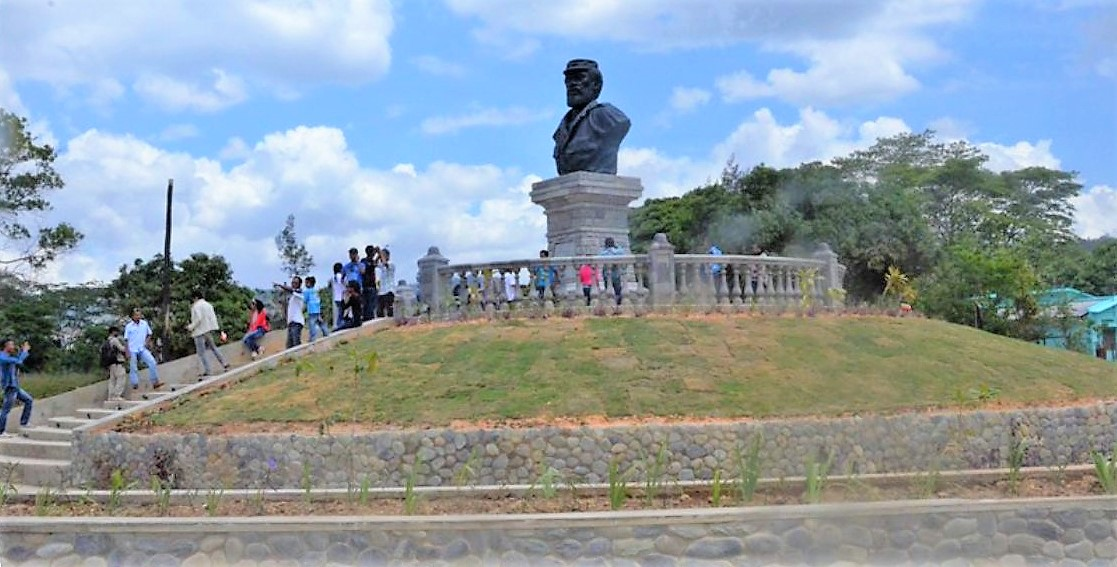
Monument Lobato dans la ville d'Aileu.

Lobato devient officiellement président de la République le 7 décembre. Le 13 août 1976, le groupe quitte les montagnes près de Dili pour se rendre vers le village d'Aissirimou (de) dans la municipalité d'Aileu. Sur place, Lobato appelle à une résistance armée générale. Les officiers portugais encore en place se retrouvent donc obligés de livrer les soldats coloniaux aux forces du FALINTIL. Dès ce moment, Lobato assume donc des fonctions politiques et militaires de la résistance. S'amorce alors une guérilla et Lobato devient commandant militaire des Forces de libération nationales du Timor Leste (FALINTIL), aile militaire du FRETILIN, à partir de mai 1976. De septembre 1977 au 31 décembre 1978, il est président du FRETILIN. Amaral est alors exclu du FRETILIN en raison d'un désaccord sur les actions à entreprendre contre l'occupation indonésienne. 
Le dernier jour de décembre 1978, Lobato est pris en embuscade par les forces spéciales indonésiennes dirigées par le lieutenant Prabowo Subianto (qui devient plus tard le gendre du président Soeharto). Des sources rapportent que Lobato se suicide avec sa dernière balle en s'exclamant « ma dernière balle est ma victoire » ((pt) A minha última bala ea minha vitória), alors que d'autres prétendent qu'il est tué d'une balle dans l'estomac par les forces indonésiennes.

### Dépouille
Alors que la dépouille de Lobato est amenée à Dili par le colonel Dading Kalbuadi (en), chef de l'armée indonésienne au Timor, afin de faire une célébration de la victoire, le lieu de son inhumation demeure inconnu. En décembre 2003, des ouvriers d'un bâtiment qu'occupait le premier ministre Marí Alkatiri découvrent des ossements dans le cour. De ces restes manque la tête, or celle de Lobato aurait été envoyée au président indonésien Suharto qui voulait recevoir la preuve de la mort du chef timorais. En mars 2004, la famille Lobato remet quelques ossements à un laboratoire de Darwin pour effectuer un examen d'identité. Cependant, ceux-ci sont oubliés au centre médico-légal de la police du Territoire du Nord pendant plus de cinq ans. Après que les analyses soient finalement réalisées, il s'avère qu'il ne s'agit pas de restes appartenant à Nicolau Lobato. En août 2018, le gouvernement du Timor oriental renouvelle une demande officielle de restitution des restes de Lobato et d'autres combattants de la liberté au gouvernement indonésien,,.

## Hommage

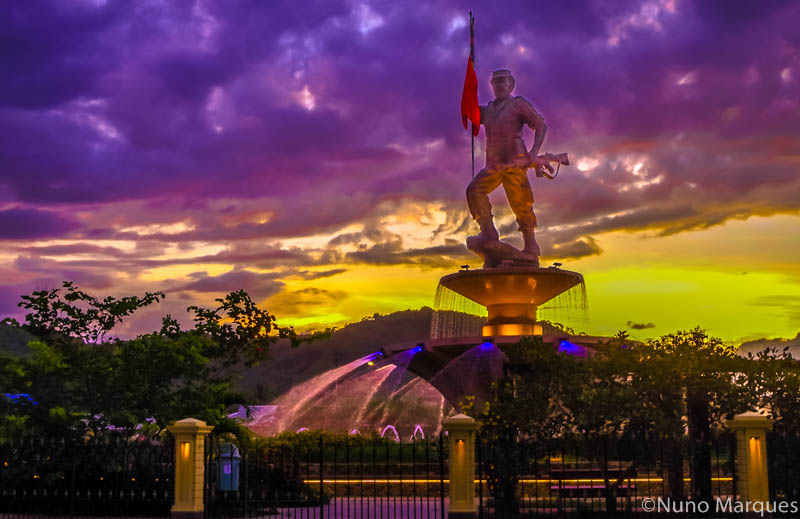
Monument à Nicolau Lobato

Nicolau dos Reis Lobato devient un héros national du Timor oriental. L'aéroport international a été nommé en son honneur. La résidence officielle du président est-timorais est nommée palais Nicolau Lobato.
Lobato reçoit, à titre posthume, l'ordre de Boaventura (de),, ainsi que le grand-collier de l'ordre du Timor oriental.